# Trochu (Alberta)
Pour les articles homonymes, voir Trochu.
Trochu est une ville (town) du comté de Kneehill en Alberta au Canada.

## Toponymie
La ville est nommée d'après Armand Trochu, né à Nantes en 1858, parti pour le Canada en 1902. Le colon fonda, en 1903, la St. Anne Ranch Trading Company à l'endroit où est située la ville de nos jours.

## Démographie
En tant que localité désignée dans le recensement de 2011, Trochu a une population de 1 072 habitants dans 414 de ses 429 logements, soit une variation de 6.7% avec la population de 2006. Avec une superficie de 2,820 5 km2, la ville possède une densité de population de 380,074 5 hab/km2 en 2011.
Concernant le recensement de 2006, Trochu abritait 1 005 habitants dans 404 de ses 450 logements. Avec une superficie de 2,820 5 km2, la ville possédait une densité de population de 356,3 hab/km2 en 2006.
| 2001  | 2006  | 2011  | 2016  |
| ----- | ----- | ----- | ----- |
| 1 033 | 1 005 | 1 072 | 1 058 |